# Seznam finskih kiparjev
Seznam finskih kiparjev.

## A
- Väinö Aaltonen (1894 - 1966)

## G
- Alvar Gullichsen (1961 -)

## H
- Edvin Hevonkoski (1923 - 2009)
- Helena Hietanen (1963 -)
- Eila Hiltunen (1922 - 2003)

## J
- Toivo Jaatinen (1926 - 2017)
- Viktor Jansson (švedsko-finski)

## O
- Mauno Oittinen (1896 - 1970)

## P
- Laila Pullinen  (1933 - 2015)

## T
- Kain Tapper (1930 - 2004)
- Tommi Toija (1974 -)
- Paavo Tynell (1890 - 1973) oblikovalec

## W
- Sigurd Wettenhovi-Aspa (1870 - 1946)
- Tapio Wirkkala (1915 - 1985) kipar in oblikovalec